# Osmia gabrielis
Osmia gabrielis är en biart som beskrevs av Cockerell 1910. Osmia gabrielis ingår i släktet murarbin, och familjen buksamlarbin. Inga underarter finns listade i Catalogue of Life.